# Arcade (Duncan Laurence)

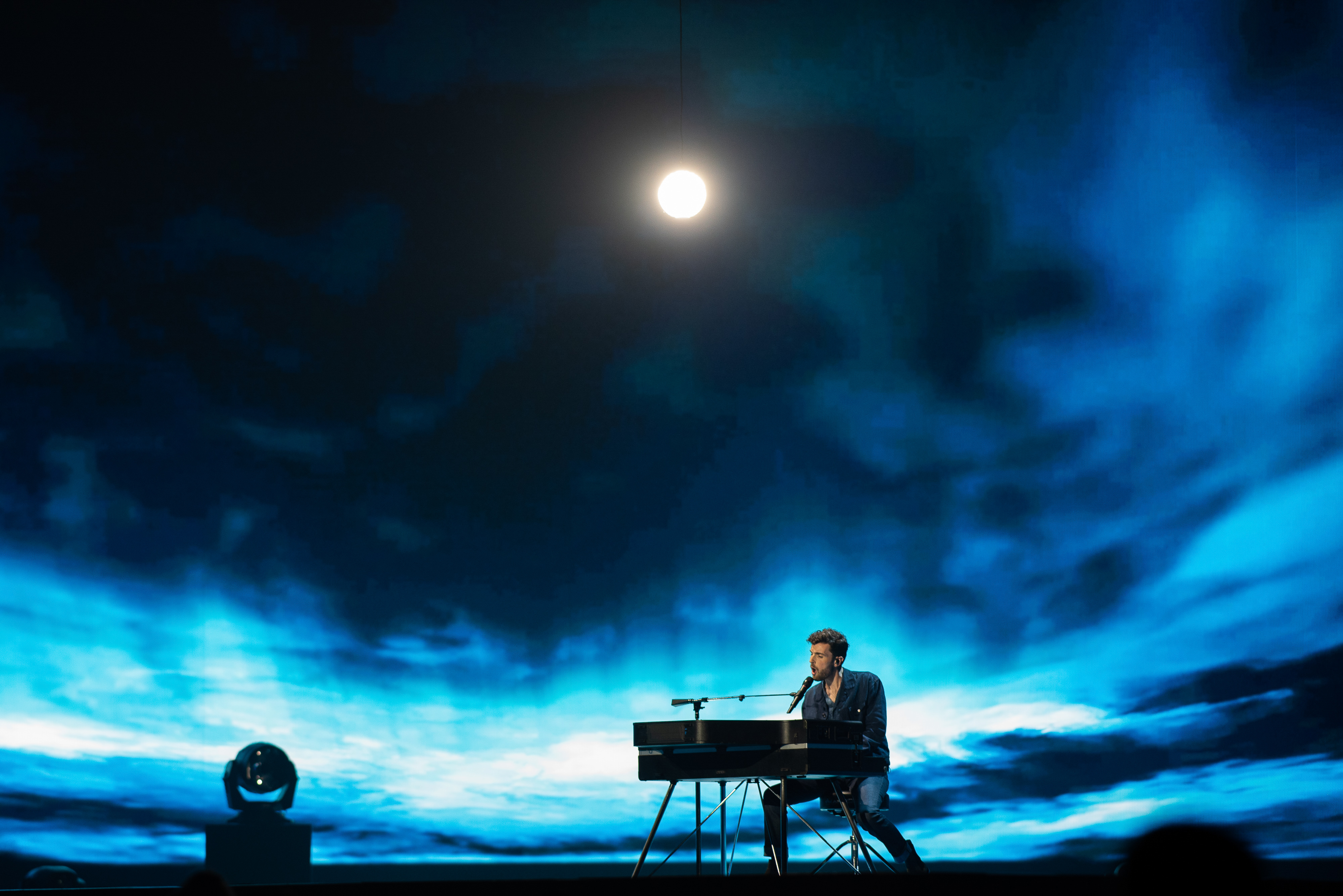

Arcade is een lied uit 2019 van de Nederlandse zanger Duncan Laurence. Hij schreef het nummer tijdens zijn studie op de Rockacademie in Tilburg. Het lied was de Nederlandse inzending voor het Eurovisiesongfestival 2019 in Tel Aviv en werd uitgevoerd op 16 mei tijdens het laatste deel van de tweede halve finale. In deze halve finale plaatste Laurence zich voor de finale op 18 mei, die hij uiteindelijk won met 498 punten. Het nummer werd in 2021 uitverkozen tot het beste Nederlandse Songfestivalliedje aller tijden.

## Achtergrond
In 2016 ontmoetten Duncan Laurence en producer Wouter Hardy elkaar voor het eerst. Ruim twee jaar lang werkten de twee aan het nummer.
De onthulling van het lied vond op 7 maart 2019 plaats in het televisieprogramma De Wereld Draait Door. Dit gebeurde met het tonen van de videoclip. Een dag later voerde Laurence het nummer in hetzelfde programma live op. Binnen drie dagen kreeg de videoclip anderhalf miljoen views en kreeg het van de wedkantoren van de 41 ingezonden liedjes de meeste kans op de overwinning.
Tijdens een interview bij De Wereld Draait Door voorafgaande aan de premiere, vertelde Duncan over het nummer: "Ik heb het nummer geschreven tijdens mijn studie op de Rockacademie. Daar krijg je ontzettend veel opdrachten qua muziek omdat je aan een conservatorium studeert. Dus ik ging één keer per dag heel even achter de piano zitten. En het verhaal dat altijd in mijn hoofd rond heeft gespookt is van een dierbaar persoon die ik op jonge leeftijd ben verloren. Ik heb het daar altijd heel moeilijk mee gehad. Zij had de liefde van haar leven en die was er niet meer op een gegeven moment. En tot het einde heeft zij gehoopt dat die terug zou komen. Die hoop heb ik hierin gestopt."

## Muziekvideo
De video van het nummer is gemaakt door Paul Bellaart en is vooral onder water gefilmd. Duncan zei over de clip: "Wat we vooral wilden representeren was de hoop. We hebben het onder water gefilmd. Het oppervlakte [sic] is als het ware de hoop van datgene, het licht, de droom of de liefde die daarboven is. Dat wilden we representeren en dat wilden we daarmee zeggen. Het naakte is de kwetsbaarheid en misschien ook wel de wedergeboorte uit de hoop."

## Songfestival

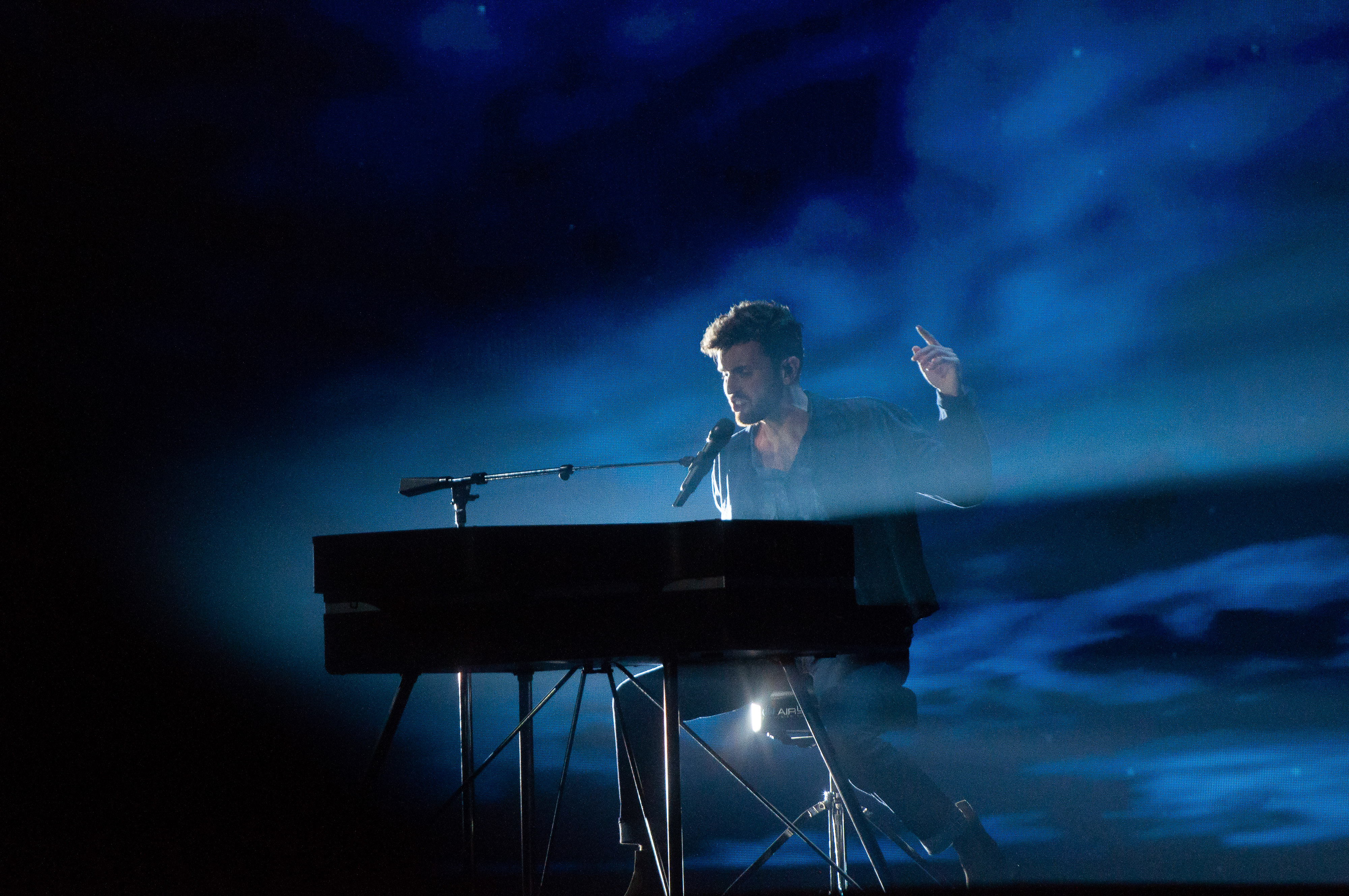
Laurence tijdens een repetitie van zijn songfestivalnummer.

Op 16 mei won Laurence de tweede halve finale van het Eurovisiesongfestival 2019 met 280 punten, voor Noord-Macedonië, die in de finale op 18 mei tijdens de puntentelling lang voorbleef op de rest. Nadat alle stemmen waren geteld won Laurence toch, voor Soldi van de Italiaanse Alessandro Mahmoud en Scream van Sergej Lazarev namens Rusland, terwijl Noord-Macedonië uiteindelijk zevende werd. Diezelfde dag won Laurence tevens een Marcel Bezençon Award voor 'Best song by the press'. Een dag later kreeg Laurence in een speciale uitzending van Pauw uit handen van Jeroen Pauw een platina plaat voor 80.000 verkochte exemplaren van Arcade.
Het nummer werd op zondag 19 mei, de dag na de winst van Laurence, ruim 1,24 miljoen keer binnen Nederland gestreamd. Hiermee verbrak hij het Nederlandse Spotify-record door het vaakst gestreamd te zijn binnen 24 uur, het vorige record was 930 duizend keer binnen 24 uur met het nummer Verleden tijd van Lil' Kleine en Frenna, een bewerking van Onderweg van Abel uit 2000.

## Na het Songfestival
Nadat Arcade in 2019 een hit was geweest in verschillende landen, dook het eind 2020 plotseling weer op in diverse TikTok-filmpjes. Daardoor verscheen de single weer in een aantal hitlijsten, waaronder die in Groot-Brittannië, waar de plaat in maart 2021 de 29e plaats bereikte. In de VS kwam Arcade in het voorjaar van 2021 in de Billboard Hot 100 terecht, waar het nummer na een lange omzwerving in september de 30e plaats bereikte als hoogste notering; Arcade werd zo het eerste songfestivalnummer in 25 jaar dat de Amerikaanse hitlijst binnenkwam. In andere hitlijsten van Billboard kwam de plaat nog hoger, met name in de airplay-lijsten. Arcade heeft zijn succes in de VS duidelijk te danken aan airplay en niet zozeer aan streaming of betaalde downloads. In augustus 2023 was het nummer een miljard keer gestreamd op Spotify, waarmee Arcade het derde nummer van Nederlandse bodem en het eerste songfestivalnummer was dat die mijlpaal behaalde.
Bij de verkiezing van Het Beste Nederlandse Songfestivalliedje Aller Tijden, opgezet door de VARAgids, plaatsten zowel de publieksjury als de vakjury het lied bovenaan hun lijst van 61 nummers die Nederland sinds 1956 heeft afgevaardigd naar het Eurovisiesongfestival. Dit werd op op 7 mei 2021 bekendgemaakt in het tv-programma De vooravond. De vakjury bestond uit Cornald Maas (voorzitter), Paul de Leeuw, Willeke Alberti, Sander Lantinga en Stefania Liberakakis.
Tijdens een uitzending van Beste Zangers in september 2023 waarin Duncan Laurence centraal stond, bracht de zangeres Numidia een Nederlands-Arabische versie van Arcade uit. Met deze versie behaalde Numidia de 57e positie in de Nederlandse Single Top 100.
In 2024 werd het nummer gebruikt in de Netflix-serie Young Royals, direct na de scene waarin Simon de relatie met Wilhelm beëindigt, overlopend in de aftiteling.

## Hitnoteringen

### Nederlandse Top 40
In de lijst met Eurovisiesongfestivalhits in de Top 40 staat Arcade op nummer 2.
| Hitnotering: 16-03-2019 t/m 24-08-2019 | Hitnotering: 16-03-2019 t/m 24-08-2019 | Hitnotering: 16-03-2019 t/m 24-08-2019 | Hitnotering: 16-03-2019 t/m 24-08-2019 | Hitnotering: 16-03-2019 t/m 24-08-2019 | Hitnotering: 16-03-2019 t/m 24-08-2019 | Hitnotering: 16-03-2019 t/m 24-08-2019 | Hitnotering: 16-03-2019 t/m 24-08-2019 | Hitnotering: 16-03-2019 t/m 24-08-2019 | Hitnotering: 16-03-2019 t/m 24-08-2019 | Hitnotering: 16-03-2019 t/m 24-08-2019 | Hitnotering: 16-03-2019 t/m 24-08-2019 | Hitnotering: 16-03-2019 t/m 24-08-2019 | Hitnotering: 16-03-2019 t/m 24-08-2019 | Hitnotering: 16-03-2019 t/m 24-08-2019 | Hitnotering: 16-03-2019 t/m 24-08-2019 | Hitnotering: 16-03-2019 t/m 24-08-2019 | Hitnotering: 16-03-2019 t/m 24-08-2019 | Hitnotering: 16-03-2019 t/m 24-08-2019 | Hitnotering: 16-03-2019 t/m 24-08-2019 | Hitnotering: 16-03-2019 t/m 24-08-2019 | Hitnotering: 16-03-2019 t/m 24-08-2019 | Hitnotering: 16-03-2019 t/m 24-08-2019 | Hitnotering: 16-03-2019 t/m 24-08-2019 | Hitnotering: 16-03-2019 t/m 24-08-2019 | Hitnotering: 16-03-2019 t/m 24-08-2019 |
| Week:                                  | 1                                      | 2                                      | 3                                      | 4                                      | 5                                      | 6                                      | 7                                      | 8                                      | 9                                      | 10                                     | 11                                     | 12                                     | 13                                     | 14                                     | 15                                     | 16                                     | 17                                     | 18                                     | 19                                     | 20                                     | 21                                     | 22                                     | 23                                     | 24                                     |                                        |
| -------------------------------------- | -------------------------------------- | -------------------------------------- | -------------------------------------- | -------------------------------------- | -------------------------------------- | -------------------------------------- | -------------------------------------- | -------------------------------------- | -------------------------------------- | -------------------------------------- | -------------------------------------- | -------------------------------------- | -------------------------------------- | -------------------------------------- | -------------------------------------- | -------------------------------------- | -------------------------------------- | -------------------------------------- | -------------------------------------- | -------------------------------------- | -------------------------------------- | -------------------------------------- | -------------------------------------- | -------------------------------------- | -------------------------------------- |
| Positie:                               | 29                                     | 11                                     | 8                                      | 6                                      | 4                                      | 4                                      | 5                                      | 5                                      | 3                                      | 1                                      | 1                                      | 1                                      | 1                                      | 2                                      | 3                                      | 4                                      | 6                                      | 7                                      | 10                                     | 13                                     | 20                                     | 26                                     | 33                                     | 37                                     | uit                                    |

### NederlandseSingle Top 100
| Hitnotering: (week 1 t/m 33) 16-03-2019 t/m 26-10-2019 Hitnotering: (week 34) 14-12-2019 Hitnotering: (week 35 t/m 37) 04-01-2020 t/m 18-01-2020 Hitnotering: (week 38) 23-05-2020 Hitnotering: (week 39 t/m 56) 13-02-2021 t/m 12-06-2021 | Hitnotering: (week 1 t/m 33) 16-03-2019 t/m 26-10-2019 Hitnotering: (week 34) 14-12-2019 Hitnotering: (week 35 t/m 37) 04-01-2020 t/m 18-01-2020 Hitnotering: (week 38) 23-05-2020 Hitnotering: (week 39 t/m 56) 13-02-2021 t/m 12-06-2021 | Hitnotering: (week 1 t/m 33) 16-03-2019 t/m 26-10-2019 Hitnotering: (week 34) 14-12-2019 Hitnotering: (week 35 t/m 37) 04-01-2020 t/m 18-01-2020 Hitnotering: (week 38) 23-05-2020 Hitnotering: (week 39 t/m 56) 13-02-2021 t/m 12-06-2021 | Hitnotering: (week 1 t/m 33) 16-03-2019 t/m 26-10-2019 Hitnotering: (week 34) 14-12-2019 Hitnotering: (week 35 t/m 37) 04-01-2020 t/m 18-01-2020 Hitnotering: (week 38) 23-05-2020 Hitnotering: (week 39 t/m 56) 13-02-2021 t/m 12-06-2021 | Hitnotering: (week 1 t/m 33) 16-03-2019 t/m 26-10-2019 Hitnotering: (week 34) 14-12-2019 Hitnotering: (week 35 t/m 37) 04-01-2020 t/m 18-01-2020 Hitnotering: (week 38) 23-05-2020 Hitnotering: (week 39 t/m 56) 13-02-2021 t/m 12-06-2021 | Hitnotering: (week 1 t/m 33) 16-03-2019 t/m 26-10-2019 Hitnotering: (week 34) 14-12-2019 Hitnotering: (week 35 t/m 37) 04-01-2020 t/m 18-01-2020 Hitnotering: (week 38) 23-05-2020 Hitnotering: (week 39 t/m 56) 13-02-2021 t/m 12-06-2021 | Hitnotering: (week 1 t/m 33) 16-03-2019 t/m 26-10-2019 Hitnotering: (week 34) 14-12-2019 Hitnotering: (week 35 t/m 37) 04-01-2020 t/m 18-01-2020 Hitnotering: (week 38) 23-05-2020 Hitnotering: (week 39 t/m 56) 13-02-2021 t/m 12-06-2021 | Hitnotering: (week 1 t/m 33) 16-03-2019 t/m 26-10-2019 Hitnotering: (week 34) 14-12-2019 Hitnotering: (week 35 t/m 37) 04-01-2020 t/m 18-01-2020 Hitnotering: (week 38) 23-05-2020 Hitnotering: (week 39 t/m 56) 13-02-2021 t/m 12-06-2021 | Hitnotering: (week 1 t/m 33) 16-03-2019 t/m 26-10-2019 Hitnotering: (week 34) 14-12-2019 Hitnotering: (week 35 t/m 37) 04-01-2020 t/m 18-01-2020 Hitnotering: (week 38) 23-05-2020 Hitnotering: (week 39 t/m 56) 13-02-2021 t/m 12-06-2021 | Hitnotering: (week 1 t/m 33) 16-03-2019 t/m 26-10-2019 Hitnotering: (week 34) 14-12-2019 Hitnotering: (week 35 t/m 37) 04-01-2020 t/m 18-01-2020 Hitnotering: (week 38) 23-05-2020 Hitnotering: (week 39 t/m 56) 13-02-2021 t/m 12-06-2021 | Hitnotering: (week 1 t/m 33) 16-03-2019 t/m 26-10-2019 Hitnotering: (week 34) 14-12-2019 Hitnotering: (week 35 t/m 37) 04-01-2020 t/m 18-01-2020 Hitnotering: (week 38) 23-05-2020 Hitnotering: (week 39 t/m 56) 13-02-2021 t/m 12-06-2021 | Hitnotering: (week 1 t/m 33) 16-03-2019 t/m 26-10-2019 Hitnotering: (week 34) 14-12-2019 Hitnotering: (week 35 t/m 37) 04-01-2020 t/m 18-01-2020 Hitnotering: (week 38) 23-05-2020 Hitnotering: (week 39 t/m 56) 13-02-2021 t/m 12-06-2021 | Hitnotering: (week 1 t/m 33) 16-03-2019 t/m 26-10-2019 Hitnotering: (week 34) 14-12-2019 Hitnotering: (week 35 t/m 37) 04-01-2020 t/m 18-01-2020 Hitnotering: (week 38) 23-05-2020 Hitnotering: (week 39 t/m 56) 13-02-2021 t/m 12-06-2021 | Hitnotering: (week 1 t/m 33) 16-03-2019 t/m 26-10-2019 Hitnotering: (week 34) 14-12-2019 Hitnotering: (week 35 t/m 37) 04-01-2020 t/m 18-01-2020 Hitnotering: (week 38) 23-05-2020 Hitnotering: (week 39 t/m 56) 13-02-2021 t/m 12-06-2021 | Hitnotering: (week 1 t/m 33) 16-03-2019 t/m 26-10-2019 Hitnotering: (week 34) 14-12-2019 Hitnotering: (week 35 t/m 37) 04-01-2020 t/m 18-01-2020 Hitnotering: (week 38) 23-05-2020 Hitnotering: (week 39 t/m 56) 13-02-2021 t/m 12-06-2021 | Hitnotering: (week 1 t/m 33) 16-03-2019 t/m 26-10-2019 Hitnotering: (week 34) 14-12-2019 Hitnotering: (week 35 t/m 37) 04-01-2020 t/m 18-01-2020 Hitnotering: (week 38) 23-05-2020 Hitnotering: (week 39 t/m 56) 13-02-2021 t/m 12-06-2021 | Hitnotering: (week 1 t/m 33) 16-03-2019 t/m 26-10-2019 Hitnotering: (week 34) 14-12-2019 Hitnotering: (week 35 t/m 37) 04-01-2020 t/m 18-01-2020 Hitnotering: (week 38) 23-05-2020 Hitnotering: (week 39 t/m 56) 13-02-2021 t/m 12-06-2021 | Hitnotering: (week 1 t/m 33) 16-03-2019 t/m 26-10-2019 Hitnotering: (week 34) 14-12-2019 Hitnotering: (week 35 t/m 37) 04-01-2020 t/m 18-01-2020 Hitnotering: (week 38) 23-05-2020 Hitnotering: (week 39 t/m 56) 13-02-2021 t/m 12-06-2021 | Hitnotering: (week 1 t/m 33) 16-03-2019 t/m 26-10-2019 Hitnotering: (week 34) 14-12-2019 Hitnotering: (week 35 t/m 37) 04-01-2020 t/m 18-01-2020 Hitnotering: (week 38) 23-05-2020 Hitnotering: (week 39 t/m 56) 13-02-2021 t/m 12-06-2021 | Hitnotering: (week 1 t/m 33) 16-03-2019 t/m 26-10-2019 Hitnotering: (week 34) 14-12-2019 Hitnotering: (week 35 t/m 37) 04-01-2020 t/m 18-01-2020 Hitnotering: (week 38) 23-05-2020 Hitnotering: (week 39 t/m 56) 13-02-2021 t/m 12-06-2021 | Hitnotering: (week 1 t/m 33) 16-03-2019 t/m 26-10-2019 Hitnotering: (week 34) 14-12-2019 Hitnotering: (week 35 t/m 37) 04-01-2020 t/m 18-01-2020 Hitnotering: (week 38) 23-05-2020 Hitnotering: (week 39 t/m 56) 13-02-2021 t/m 12-06-2021 | Hitnotering: (week 1 t/m 33) 16-03-2019 t/m 26-10-2019 Hitnotering: (week 34) 14-12-2019 Hitnotering: (week 35 t/m 37) 04-01-2020 t/m 18-01-2020 Hitnotering: (week 38) 23-05-2020 Hitnotering: (week 39 t/m 56) 13-02-2021 t/m 12-06-2021 |
| Week: | 1 | 2 | 3 | 4 | 5 | 6 | 7 | 8 | 9 | 10 | 11 | 12 | 13 | 14 | 15 | 16 | 17 | 18 | 19 | 20 | 21 |
| --- | --- | --- | --- | --- | --- | --- | --- | --- | --- | --- | --- | --- | --- | --- | --- | --- | --- | --- | --- | --- | --- |
| Positie: | 10 | 12 | 12 | 14 | 13 | 14 | 15 | 10 | 8 | 7 | 1 | 1 | 4 | 4 | 6 | 8 | 12 | 13 | 17 | 19 | 23 |
| Week: | 22 | 23 | 24 | 25 | 26 | 27 | 28 | 29 | 30 | 31 | 32 | 33 | | 34 | | 35 | 36 | 37 | | 38 | |
| Positie: | 29 | 31 | 37 | 53 | 62 | 78 | 77 | 70 | 73 | 91 | 84 | 88 | uit | 85 | uit | 74 | 80 | 98 | uit | 86 | uit |
| Week: | 39 | 40 | 41 | 42 | 43 | 44 | 45 | 46 | 47 | 48 | 49 | 50 | 51 | 52 | 53 | 54 | 55 | 56 | | | |
| Positie: | 98 | 96 | 97 | 71 | 72 | 74 | 60 | 59 | 67 | 75 | 87 | 60 | 66 | 71 | 59 | 47 | 79 | 91 | uit | | |

### NederlandseMega Top 50
| Hitnotering: 16-03-2019 t/m 24-08-2019 | Hitnotering: 16-03-2019 t/m 24-08-2019 | Hitnotering: 16-03-2019 t/m 24-08-2019 | Hitnotering: 16-03-2019 t/m 24-08-2019 | Hitnotering: 16-03-2019 t/m 24-08-2019 | Hitnotering: 16-03-2019 t/m 24-08-2019 | Hitnotering: 16-03-2019 t/m 24-08-2019 | Hitnotering: 16-03-2019 t/m 24-08-2019 | Hitnotering: 16-03-2019 t/m 24-08-2019 | Hitnotering: 16-03-2019 t/m 24-08-2019 | Hitnotering: 16-03-2019 t/m 24-08-2019 | Hitnotering: 16-03-2019 t/m 24-08-2019 | Hitnotering: 16-03-2019 t/m 24-08-2019 | Hitnotering: 16-03-2019 t/m 24-08-2019 |
| Week:                                  | 1                                      | 2                                      | 3                                      | 4                                      | 5                                      | 6                                      | 7                                      | 8                                      | 9                                      | 10                                     | 11                                     | 12                                     | 13                                     |
| -------------------------------------- | -------------------------------------- | -------------------------------------- | -------------------------------------- | -------------------------------------- | -------------------------------------- | -------------------------------------- | -------------------------------------- | -------------------------------------- | -------------------------------------- | -------------------------------------- | -------------------------------------- | -------------------------------------- | -------------------------------------- |
| Positie:                               | 46                                     | 15                                     | 9                                      | 6                                      | 5                                      | 6                                      | 7                                      | 6                                      | 4                                      | 1                                      | 1                                      | 1                                      | 1                                      |
| Week:                                  | 14                                     | 15                                     | 16                                     | 17                                     | 18                                     | 19                                     | 20                                     | 21                                     | 22                                     | 23                                     | 24                                     |                                        |                                        |
| Positie:                               | 1                                      | 3                                      | 4                                      | 9                                      | 10                                     | 13                                     | 16                                     | 23                                     | 28                                     | 31                                     | 37                                     | uit                                    |                                        |

### VlaamseUltratop 50
| Hitnotering: 25-05-2019 t/m 28-09-2019 | Hitnotering: 25-05-2019 t/m 28-09-2019 | Hitnotering: 25-05-2019 t/m 28-09-2019 | Hitnotering: 25-05-2019 t/m 28-09-2019 | Hitnotering: 25-05-2019 t/m 28-09-2019 | Hitnotering: 25-05-2019 t/m 28-09-2019 | Hitnotering: 25-05-2019 t/m 28-09-2019 | Hitnotering: 25-05-2019 t/m 28-09-2019 | Hitnotering: 25-05-2019 t/m 28-09-2019 | Hitnotering: 25-05-2019 t/m 28-09-2019 | Hitnotering: 25-05-2019 t/m 28-09-2019 | Hitnotering: 25-05-2019 t/m 28-09-2019 | Hitnotering: 25-05-2019 t/m 28-09-2019 | Hitnotering: 25-05-2019 t/m 28-09-2019 | Hitnotering: 25-05-2019 t/m 28-09-2019 | Hitnotering: 25-05-2019 t/m 28-09-2019 | Hitnotering: 25-05-2019 t/m 28-09-2019 | Hitnotering: 25-05-2019 t/m 28-09-2019 | Hitnotering: 25-05-2019 t/m 28-09-2019 | Hitnotering: 25-05-2019 t/m 28-09-2019 | Hitnotering: 25-05-2019 t/m 28-09-2019 |
| Week:                                  | 1                                      | 2                                      | 3                                      | 4                                      | 5                                      | 6                                      | 7                                      | 8                                      | 9                                      | 10                                     | 11                                     | 12                                     | 13                                     | 14                                     | 15                                     | 16                                     | 17                                     | 18                                     | 19                                     |                                        |
| -------------------------------------- | -------------------------------------- | -------------------------------------- | -------------------------------------- | -------------------------------------- | -------------------------------------- | -------------------------------------- | -------------------------------------- | -------------------------------------- | -------------------------------------- | -------------------------------------- | -------------------------------------- | -------------------------------------- | -------------------------------------- | -------------------------------------- | -------------------------------------- | -------------------------------------- | -------------------------------------- | -------------------------------------- | -------------------------------------- | -------------------------------------- |
| Positie:                               | 2                                      | 2                                      | 2                                      | 3                                      | 4                                      | 5                                      | 9                                      | 9                                      | 7                                      | 14                                     | 11                                     | 10                                     | 11                                     | 11                                     | 20                                     | 23                                     | 40                                     | 44                                     | 44                                     | uit                                    |

### VlaamseRadio 2 Top 30
| Hitnotering: 25-05-2019 t/m 14-09-2019 | Hitnotering: 25-05-2019 t/m 14-09-2019 | Hitnotering: 25-05-2019 t/m 14-09-2019 | Hitnotering: 25-05-2019 t/m 14-09-2019 | Hitnotering: 25-05-2019 t/m 14-09-2019 | Hitnotering: 25-05-2019 t/m 14-09-2019 | Hitnotering: 25-05-2019 t/m 14-09-2019 | Hitnotering: 25-05-2019 t/m 14-09-2019 | Hitnotering: 25-05-2019 t/m 14-09-2019 | Hitnotering: 25-05-2019 t/m 14-09-2019 | Hitnotering: 25-05-2019 t/m 14-09-2019 | Hitnotering: 25-05-2019 t/m 14-09-2019 | Hitnotering: 25-05-2019 t/m 14-09-2019 | Hitnotering: 25-05-2019 t/m 14-09-2019 | Hitnotering: 25-05-2019 t/m 14-09-2019 | Hitnotering: 25-05-2019 t/m 14-09-2019 | Hitnotering: 25-05-2019 t/m 14-09-2019 | Hitnotering: 25-05-2019 t/m 14-09-2019 | Hitnotering: 25-05-2019 t/m 14-09-2019 |
| Week:                                  | 1                                      | 2                                      | 3                                      | 4                                      | 5                                      | 6                                      | 7                                      | 8                                      | 9                                      | 10                                     | 11                                     | 12                                     | 13                                     | 14                                     | 15                                     | 16                                     | 17                                     |                                        |
| -------------------------------------- | -------------------------------------- | -------------------------------------- | -------------------------------------- | -------------------------------------- | -------------------------------------- | -------------------------------------- | -------------------------------------- | -------------------------------------- | -------------------------------------- | -------------------------------------- | -------------------------------------- | -------------------------------------- | -------------------------------------- | -------------------------------------- | -------------------------------------- | -------------------------------------- | -------------------------------------- | -------------------------------------- |
| Positie:                               | 5                                      | 1                                      | 1                                      | 1                                      | 2                                      | 2                                      | 1                                      | 3                                      | 7                                      | 11                                     | 20                                     | 18                                     | 18                                     | 15                                     | 16                                     | 19                                     | 28                                     | uit                                    |

### NPO Radio 2 Top 2000
| Nummer met noteringen in de NPO Radio 2 Top 2000 | '19 | '20 | '21 | '22 | '23 | '24 |
| ------------------------------------------------ | --- | --- | --- | --- | --- | --- |
| Arcade                                           | 160 | 208 | 251 | 365 | 420 | 666 |

1. ↑  Een vetgedrukt getal geeft de hoogste notering aan.
2. ↑  2019 was het eerste jaar met een notering voor dit nummer.

1956: De vogels van Holland / Voorgoed voorbij · 1957: Net als toen · 1958: Heel de wereld · 1959: 'n Beetje · 1960: Wat een geluk · 1961: Wat een dag · 1962: Katinka · 1963: Een speeldoos · 1964: Jij bent mijn leven · 1965: 't Is genoeg · 1966: Fernando en Filippo · 1967: Ring-dinge-ding · 1968: Morgen · 1969: De troubadour · 1970: Waterman · 1971: Tijd · 1972: Als het om de liefde gaat · 1973: De oude muzikant · 1974: Ik zie een ster · 1975: Ding-a-dong · 1976: The party's over · 1977: De mallemolen · 1978: 't Is O.K. · 1979: Colorado · 1980: Amsterdam · 1981: Het is een wonder · 1982: Jij en ik · 1983: Sing me a song · 1984: Ik hou van jou · 1986: Alles heeft ritme · 1987: Rechtop in de wind · 1988: Shangri-la · 1989: Blijf zoals je bent · 1990: Ik wil alles met je delen · 1992: Wijs me de weg · 1993: Vrede · 1994: Waar is de zon · 1996: De eerste keer · 1997: Niemand heeft nog tijd · 1998: Hemel en aarde · 1999: One good reason · 2000: No goodbyes · 2001: Out on my own · 2003: One more night · 2004: Without you · 2005: My impossible dream · 2006: Amambanda · 2007: On top of the world · 2008: Your heart belongs to me · 2009: Shine · 2010: Ik ben verliefd (sha-la-lie) · 2011: Never alone · 2012: You and me · 2013: Birds · 2014: Calm after the storm · 2015: Walk along · 2016: Slow down · 2017: Lights and shadows · 2018: Outlaw in 'em · 2019: Arcade · 2020: Grow · 2021: Birth of a new age · 2022: De diepte · 2023: Burning daylight · 2024: Europapa
1956: Refrain · 
1957: Net als toen · 
1958: Dors, mon amour · 
1959: 'n Beetje · 
1960: Tom Pillibi · 
1961: Nous les amoureux · 
1962: Un premier amour · 
1963: Dansevise · 
1964: Non ho l'età · 
1965: Poupée de cire, poupée de son · 
1966: Merci, chérie · 
1967: Puppet on a string · 
1968: La la la · 
1969: Un jour, un enfant, De troubadour, Vivo cantando, Boom bang-a-bang · 
1970: All kinds of everything · 
1971: Un banc, un arbre, une rue · 
1972: Après toi · 
1973: Tu te reconnaîtras · 
1974: Waterloo · 
1975: Ding-a-dong · 
1976: Save your kisses for me · 
1977: L'oiseau et l'enfant · 
1978: A-ba-ni-bi · 
1979: Hallelujah · 
1980: What's another year · 
1981: Making your mind up · 
1982: Ein bißchen Frieden · 
1983: Si la vie est cadeau · 
1984: Diggi-loo diggi-ley · 
1985: La det swinge · 
1986: J'aime la vie · 
1987: Hold me now · 
1988: Ne partez pas sans moi · 
1989: Rock me · 
1990: Insieme: 1992 · 
1991: Fångad av en stormvind · 
1992: Why me? · 
1993: In your eyes · 
1994: Rock 'n' roll kids · 
1995: Nocturne · 
1996: The voice · 
1997: Love shine a light · 
1998: Diva · 
1999: Take me to your heaven · 
2000: Fly on the wings of love · 
2001: Everybody · 
2002: I wanna · 
2003: Everyway that I can · 
2004: Wild dances · 
2005: My number one · 
2006: Hard rock hallelujah · 
2007: Molitva · 
2008: Believe · 
2009: Fairytale · 
2010: Satellite · 
2011: Running scared · 
2012: Euphoria · 
2013: Only teardrops · 
2014: Rise like a phoenix · 
2015: Heroes · 
2016: 1944 · 
2017: Amar pelos dois · 
2018: Toy · 
2019: Arcade · 
2021: Zitti e buoni · 
2022: Stefania · 
2023: Tattoo · 
2024: The code